# Mare Hadriacum
Mare Hadriacum és una característica d'albedo a la superfície de Mart, localitzada amb el sistema de coordenades planetocèntriques a -39.67 ° latitud N i 90 ° longitud E. El nom va ser aprovat per la UAI l'any 1958 i fa referència a la Mare Hadriacum, mar Adriàtica. mar Austral, mar del Sud.